# بيتر مارشال (لاعب إسكواش)
بيتر مارشال (بالإنجليزية: Peter Marshall)‏ هو لاعب إسكواش بريطاني، ولد في 12 مايو 1971 في نوتنغهام في المملكة المتحدة.

## وصلات خارجية
- بيتر مارشال على موقع SquashInfo.com (الإنجليزية)